# Голямата скука
„Голямата скука“ е български игрален филм (криминален) от 1973 година на режисьора Методи Андонов по сценарий на Богомил Райнов. Оператор е Димо Коларов. Създаден е по романа „Голямата скука“ на Богомил Райнов. Музиката във филма е композирана от Димитър Вълчев.

## Сюжет
Това е поредният филм за българския „007“ – разузнавачът Емил Боев, който изпълнява поредната си мисия – бива изпратен на международен симпозиум по социология в голям западноевропейски град. Той използва името Майкъл, но е разконспириран от американския разузнавач Сеймур, който му предлага да сътрудничи на САЩ. Така Боев започва „голямата скучна игра“ на котка и мишка с него.

## Актьорски състав
- Антон Горчев – Емил Боев, Майкъл
- Коста Цонев – Сеймур, Уилямс
- Цветана Манева – Грейс
- Елена Райнова – Маргарита
- Николай Бинев – Тодоров
- Илия Добрев – Борислав
- Бончо Урумов
- Климент Денчев
- Марин Янев
- Добромир Манев